# テスト対象デバイス
テスト対象デバイス (テストたいしょうデバイス、英: device under test、DUT)とは、継続的な機能試験や較正を行う対象の機器のこと。試験は出荷前に行われることも、出荷後の製品ライフサイクルの後の方、つまり機器が元々の製品仕様に従って機能していることを確認するための、修理後に行われる試験の場合もある。
別の呼び方には業界によってさまざまな変種がある。以下は一例。
- DUT (Device under test) - 被試験デバイス、検査対象機、試験中の装置、被試験体、被検体、被測定物、測定対象
- EUT (Equipment under test) - 被試験機器
- UUT (Unit under test) - 被試験ユニット

## 電子機器の試験
エレクトロニクス業界では、DUTはテスト中の電子アセンブリのことである。 たとえば、組立ラインから出てきた携帯電話は、個々のチップが以前に試験されたのと同じ方法で最終試験を受ける。この場合、試験対象の各携帯電話のことをDUTと呼ぶ。
回路基板の場合、DUTはポゴピンのネイルテスターのベッドを使用して試験装置に接続される。

## 半導体試験
半導体試験では、試験対象のデバイスとは、ウェーハ上のダイ、または結果として得られるパッケージ部品のことである。接続システムが使用され、部品を自動または手動の試験機器に接続する。次に、試験機器は部品に電力を供給し、刺激信号を供給してから、デバイスからの出力を測定および評価する。このようにして、テスターは、試験対象の特定のデバイスがデバイスの仕様を満たしているかどうかを判断する。
自動試験装置（ATE）は、ウェーハとしてパッケージ化されている間、一連の微細なピンを使用して個々のユニットに接続する。チップを切断してパッケージ化すると、テスト機器はZIFソケット（コンタクタと呼ばれることもある）を使用してチップに接続する。